# Eduardo Camaño
Eduardo Camaño, född 17 juni 1946 i Buenos Aires, är en argentinsk peronistpolitiker som utnämndes till interimspresident i Argentina mellan den 31 december och den 2 januari 2002 sedan Adolfo Rodríguez Saá avgått den 30 december 2001. Detta inträffade mitt i den ekonomiska och politiska kris som plågade landet. Camaño var 2009-2011 minister i provinsen Buenos Aires.